# Bogatnik
Bogatnik falu Horvátországban Zára megyében. Közigazgatásilag Obrovachoz tartozik.

## Fekvése
Zárától légvonalban 47, közúton 65 km-re keletre, községközpontjától légvonalban 12, közúton 16 km-re délkeletre, Dalmácia északi részén és a Velebit-hegység déli részén, a Zrmanja folyótól délre fekszik.

## Története
A történelmi Žegarhoz tartozó településnek 1880-ban 343, 1910-ben 543 lakosa volt. Az első világháború után előbb a Szerb-Horvát-Szlovén Királyság, majd Jugoszlávia része lett. A második világháború idején 1941-ben Dalmácia Olaszország fennhatósága alá került. Itt húzódott az olasz területek határa, melyet Zrmanja folyó képezett. Az 1943. szeptemberi olasz kapituláció, majd német megszállás után újra Jugoszlávia része lett. 1991-ben lakosságának több mint 99 százaléka szerb nemzetiségű volt. 1991-től szerb lakói csatlakoztak a Krajinai Szerb Köztársasághoz. A Vihar hadművelet idején 1995 augusztusában a horvát hadsereg visszafoglalta a települést, melynek lakossága elmenekült. A településnek 2011-ben 131 lakosa volt.

## Lakosság
| Lakosság változása | Lakosság változása | Lakosság változása | Lakosság változása | Lakosság változása | Lakosság változása | Lakosság változása | Lakosság változása | Lakosság változása | Lakosság változása | Lakosság változása | Lakosság változása | Lakosság változása | Lakosság változása | Lakosság változása | Lakosság változása |
| ------------------ | ------------------ | ------------------ | ------------------ | ------------------ | ------------------ | ------------------ | ------------------ | ------------------ | ------------------ | ------------------ | ------------------ | ------------------ | ------------------ | ------------------ | ------------------ |
| 1857               | 1869               | 1880               | 1890               | 1900               | 1910               | 1921               | 1931               | 1948               | 1953               | 1961               | 1971               | 1981               | 1991               | 2001               | 2011               |
| 0                  | 0                  | 343                | 361                | 451                | 543                | 0                  | 355                | 601                | 592                | 581                | 531                | 482                | 470                | 74                 | 131                |

## Nevezetességei
Kulturális és művészeti egyesületét a KUD Žegar-Bogatnikot 2006-ban alapították lelkes lokálpatrióták, akik a népi kultúra, a hagyományok ápolását, a népviselet, valamint a helyi népdalok és táncok megőrzését tűzték ki célul. Az egyesület hagyományőrző csoportjának megalakulása óta már több fellépése volt a szomszédos településeken, ahol mindig nagy sikert arattak. Az egyesületnek jelenleg tizenkét tagja van, melyből kilenc aktív.